# Ashanti Goldfields Corporation
Die Ashanti Goldfields Corporation ist eine ghanaische Goldminengesellschaft, welche von Edwin Cade 1897 gegründet wurde.

## Lage
Die Ashanti Goldmine liegt bei Obuasi, 56 Kilometer südlich von Kumasi, der noch jungen Hauptstadt der Ashanti Region.

## Bedeutung
Die Ashanti Goldmine gehörte zu einer der Top-Zehn-Goldabbaustellen weltweit, mit den höchsten Vorkommnissen. Im Jahr 2014 wurde sie aus Sicherheitsgründen stillgelegt. Die Vorbereitungen zur Erneuerung und Wiederinbetriebnahme der Anlagen wurde durch illegale Goldschürfer beeinträchtigt.

## Zukunftsorientierte Entscheidungen
Die ghanaische Regierung als Hauptanteilseigner entschied 1994 zwischen 20 und 25 Prozent ihres Anteils an der AGC zugunsten der Aktiengründung zu verkaufen. Die neu gegründete Kapitalgesellschaft wurde kurz darauf an der London Stock Exchange (LSE) und an der Ghana Stock Exchange (GSE) gelistet und war bis dahin die größte AG-Gründung eines Goldminenunternehmens. Allein die Planung und Beratung dieses Vorhabens beanspruchte ein Team von über 200 Personen. Nach dem gut verlaufenen Börsengang erhielt jeder der über 10.000 weltweiten Mitarbeiter jeweils fünf Aktien bzw. Wertpapiere vom Unternehmen.
Um neue Kapitalanlagen zu gewährleisten, ging die AGC 1996 an die New Yorker Börse. Damit wurde sie das erste afrikanische Unternehmen an der Wall Street.
2004 fusionierte AGC mit dem südafrikanischen Konzern AngloGold, einer Tochtergesellschaft der Anglo American plc. Seitdem heißt das Unternehmen AngloGold Ashanti und wurde damit weltweit zum drittgrößten Goldproduzenten.